# Sinfonia n. 49 (Haydn)
La sinfonia numero 49 di Haydn porta il titolo la passione e viene associata al periodo "Sturm und Drang" dell'autore. Deve il suo titolo per il fatto di essere stata forse composta il giorno del Venerdì Santo.
I suoi movimenti sono: Adagio, Allegro di molto, Minuetto, Presto
Curiosamente, anche il movimento lento resta nella tonalità della sinfonia.